# 2-Cyclopenten-1-on
2-Cyclopenten-1-on ist eine chemische Verbindung aus der Gruppe der Enone und isomer zu 3-Cyclopenten-1-on.

## Vorkommen
2-Cyclopenten-1-on kommt natürlich als Grundstruktur in einer Reihe von chemischen Verbindungen wie zum Beispiel Jasmon vor.

## Gewinnung und Darstellung
Allgemein können Cyclopentenone auf verschiedenen Wegen synthetisiert werden. Der industriell am weitesten verbreitete Weg ist die Dehydrohalogenierung von 2-Bromcyclopentanon mit Lithiumcarbonat und die Reaktionskaskade Claisen-Kondensation-Decarboxylierung-Isomerisierung von ungesättigten Diestern.
Möglich ist auch die Synthese aus Cyclopentadien, wobei in einer 1,4-Addition mit Wasser 2-Cyclopentenol entsteht, das durch wässrige Chromsäure zum Keton oxidiert wird.
Für die Synthese substituierter Cyclopentenone stehen noch weitere Wege zur Verfügung: Nazarov-Cyclisierungs-Reaktion von Divinylketonen, Saegusa–Ito-Oxidierung von Cyclopentanonen, Ringschluss-Metathese der zugehörigen Diene, Oxidation der zugehörigen zyklischen Allylalkohole und die Pauson-Khand-Reaktion von Alkenen, Alkinen und Kohlenstoffmonoxid.

## Eigenschaften
2-Cyclopenten-1-on ist eine hellgelbe Flüssigkeit, die unlöslich in Wasser ist.

## Verwendung
2-Cyclopenten-1-on kann zur Herstellung anderer chemischen Verbindungen (wie zum Beispiel Cuban) verwendet werden. 